# Neue Stettiner Zeitung
Die Neue Stettiner Zeitung war eine Tageszeitung von 1859 bis 1905.

## Geschichte
Am 1. April 1859 erschien die erste Ausgabe der Neuen Stettiner Zeitung im Verlag Schönert. Sie wurde jeweils mit einer Morgen- und einer Abend-Ausgabe herausgegeben, später im Verlag Wiemanm. Ein Autor war Isidor Levy. 

Ostsee-Zeitung und Neue Stettiner Zeitung, 1908

Am 31. März 1905 erschien die letzte Ausgabe. Danach wurde die Zeitung sie mit der Ostsee-Zeitung zur Ostsee-Zeitung und Neuen Stettiner Zeitung zusammengelegt, die ab 1922 nur noch als Ostsee-Zeitung fortgeführt wurde herausgegeben wurde.